# Fodil Boumala
Fodil Boumala est un intellectuel et activiste politique algérien, ancien journaliste de l'ENTV et politologue. 

## Biographie
Fodil Boumala est né dans la commune de Chahna, daira de Taher, wilaya de Jijel. il a commencé sa scolarité à Chahna puis à Taher où il a obtenu son baccalauréat, série lettres arabes, au lycée Nasri Ramdane, puis sa licence en sciences sociales à l'Université d'Alger et son magister à Alger. 
À la fin des années 90, il travaille à l'ENTV comme journaliste  et présentateur télé, au début des années 2000 il présente l'émission Eljaliss. 
Admirateur de Malek Bennabi, il intègre le Parti du renouveau algérien (PRA) de Noureddine Boukrouh dont il sera le traducteur attitré. 
Il enseigne à l'université d'Alger et milite pour une Algérie forte et unie. En 2011, il est l'un des organisateurs de la Coordination nationale pour le changement et la démocratie (CNCD) et politologue. Il milite sur Facebook pour une assemblée constituante et la fondation d'une deuxième répulique à travers sa page « Res Republica II ». En 2014, il lance le projet « Doustourouna » (notre constitution) sur internet dans lequel il invite les algériens à discuter de leur nouvelle constitution et à l'écrire par eux-mêmes pour la première fois de leur histoire,.
Le 18 septembre 2019, dans le contexte de la Révolution populaire en Algérie, l'activiste Fodil Boumala est arrêté par des agents de la police en civile à son domicile.Le procureur de la République demande un an de prison ferme et cent mille dinars d’amende lors de son procès du 23 février 2020 au tribunal de Dar El-Beïda à Alger, durant lequel, pour se défendre, Fodil Boumala se distingue avec son plaidoyer qui suscite les applaudissements de l'assistance. Le 1er mars 2020, il est relaxé par le tribunal de Dar El Beida.
Le 14 juin 2020, il est le nouveau arrêté devant chez lui et placé sous mandat de dépôt par le juge d’instruction. Il est accusé d'« incitation à attroupement non armé », « outrage à corps constitué » et « présentation de publications de nature à nuire à l’intérêt national ». Le 18 juin, Le juge du tribunal de Dar El Beïda, à Alger, ordonne sa remise en liberté jusqu'au procès qui est annoncé pour le 2 juillet 2020. Relaxé  lors de son procès en avril 2021, il est de nouveau arrêté et placé sous mandat de dépôt le 16 septembre 2021 sans que les raisons en soient connues à cette date. Il est remis en liberté le 29 septembre 2021.
En octobre 2022, il est condamné à un an de prison sans que les accusations soient connues.

## Référence
1. ↑  librekabylie.info
2. ↑  Africom, Kaci Racelma, 19 février 2011
3. ↑  Ségolène Allemandou, « Préparer la succession », France 24,‎ 17 mars 2013 (lire en ligne).
4. ↑  « FacebookTwitterEmailPrintFriendly Seule une constituante sortirait l’Algérie du statu quo, selon Fodil Boumala », sur El Watan, 11 février 2012
5. ↑  chaîne TV El Djazairia, émission "qadhaya wa araa" (قضايا وآراء), 16.04.2014
6. ↑  chaine TV Ennahar, émission "qahwa wa journane" (قهوة وجرنان), 05.05.2014
7. ↑  « Algérie : L'activiste Fodil Boumala arrêté par la BRI à Alger », sur Observ'Algérie, 19 septembre 2019 (consulté le 19 septembre 2019)
8. ↑  Abdou Semmar, « Fodil Boumala donne une leçon aux juges et au pouvoir », sur algeriepartplus.com, 23 février 2020
9. ↑  https://www.tsa-algerie.com/alerte-fodil-boumala-relaxe/
10. ↑  Ouramdane Mehenni, « Fodil Boumala remis en liberté », sur Algerie Eco, 18 juin 2020 (consulté le 21 juin 2020)
11. ↑  « Mandat de dépôt pour Fodil Boumala : Une arrestation et des interrogations | El Watan », sur www.elwatan.com (consulté le 21 juin 2020)
12. ↑  « En Algérie, le journaliste Fodil Boumala a été relâché en attendant son procès », Le Monde.fr,‎ 19 juin 2020 (lire en ligne, consulté le 21 juin 2020)
13. ↑  L’activiste Fodil Boumala placé sous mandat de dépôt, site tsa-algerie.com, 16 septembre 2021.
14. ↑  Cour d’Alger : l’activiste Fodil Boumala remis en liberté, site tsa-algerie.com, 29 septembre 2021.
15. ↑  Fodil Boumala condamné à un an de prison ferme, site tsa-alegrie.com, 11 octobre 2022.